# 史提芬·安東尼治
史提芬·安東尼治（Stefan Antonić，2001年2月21日—）是一名印尼塞尔维亚裔职业足球运动员，司職右後衛 他是足球经理狄恩·安東尼治的儿子。 他于2019年毕业于港青基信書院。   2022年10月，史提芬加盟港超球會深水埗 。